# Monochamus rubigineus
Monochamus rubigineus är en skalbaggsart som beskrevs av Leon Fairmaire 1892. Monochamus rubigineus ingår i släktet Monochamus och familjen långhorningar.
Artens utbredningsområde är São Tomé. Inga underarter finns listade i Catalogue of Life.